# Mortal Kombat: Deadly Alliance
Mortal Kombat: Deadly Alliance è un videogioco della categoria picchiaduro prodotto da Midway Games nel 2002 per PlayStation 2, GameCube, Xbox e Game Boy Advance, per quest'ultimo anche in versione Tournament Edition. È il primo capitolo completamente in tre dimensioni (Mortal Kombat 4 aveva la grafica in 3D, ma nel gameplay si poteva usare la terza dimensione solo per evasioni laterali) e sviluppato esclusivamente per console. 
La grafica viene totalmente rielaborata, mentre viene mantenuto lo stesso livello di violenza grafica. Il gameplay viene rinnovato e la trama adesso è più complessa. I modelli tridimensionali hanno subito grosse variazioni di design rispetto agli episodi precedenti e naturalmente, grazie alla potenza delle console di sesta generazione sono fatti da molti più poligoni e sono molto più realistici. 
Attraverso la pressione di un tasto è possibile cambiare stile di combattimento: ogni personaggio possiede 3 stili, di cui uno prevede l'utilizzo di un'arma. Ogni stile ha le sue mosse e le sue combo, anche se il gameplay non è tecnico come altri picchiaduro. 
Viene introdotta la nuova modalità Konquest Mode e sono state reintrodotte le prove di forza del primo Mortal Kombat.

## Trama
Dopo la sconfitta di Shinnok, Scorpion scopre che l'assassino della sua famiglia e del suo clan è Quan Chi e non Sub-Zero. Lo stregone così, inseguito da Scorpion in cerca di vendetta, fugge dal Netherealm attraverso un portale e trova una tomba antica contenente l'armata mummificata del Dragon King, il primo imperatore dell'Outworld. Propone quindi a Shang Tsung di allearsi chiedendogli di fornirgli le anime necessarie a far risvegliare l'armata e conquistare i reami.
Unendo le forze riescono ad uccidere Shao Kahn e Liu Kang, gli unici ostacoli ancora in vita ai loro piani di conquista. Raiden, di fronte a questa nuova minaccia, rinuncia al suo titolo di dio Anziano e riunisce i guerrieri della Terra per portarli ad affrontare e sconfiggere l'Alleanza Mortale prima che essi risveglino l'antica armata.

## Personaggi

### Nuovi
- Bo' Rai Cho - maestro di Liu Kang e Kung Lao, originario dell'Outworld. Assente nella versione GBA ma giocabile nella Tournament Edition.
- Drahmin - uno dei due Oni (demone) al servizio dell'Alleanza Mortale. Sbloccabile.
- Frost - allieva di Sub-Zero. Sbloccabile.
- Hsu Hao - braccio destro di Mavado. Sbloccabile.
- Kenshi - un guerriero cieco che cerca vendetta contro Shang Tsung. Giocabile nella versione GBA ma assente nella Tournament Edition.
- Li Mei - partecipa al torneo nel tentativo di liberare il suo paese. Giocabile nella versione GBA ma assente nella Tournament Edition.
- Mavado - leader del clan del Dragone Rosso, rivale del Dragone Nero (che ha come leader il nemico Kabal). Assente nella versione GBA ma giocabile nella Tournament Edition.
- Moloch - uno dei due Oni (demone) al servizio dell'Alleanza Mortale. Sub-boss, non giocabile se non tramite un'alterazione del gioco.
- Nitara - una vampira dell'Outworld che cerca la libertà del suo popolo. Sbloccabile. Assente nella versione GBA ma giocabile nella Tournament Edition.
- Blaze - un guerriero elementale a guardia dell'uovo del drago. Personaggio segreto.
- Mokap - controfigura di Johnny Cage, vestito come sul set per motion capture. Personaggio segreto.

### Classici
- Cyrax - Cyber ninja appartenente al clan dei Lin-Kuei, ora membro delle Forze speciali U.S.A. insieme a Jax Briggs e Sonya Blade. Sbloccabile. Assente nella versione GBA ma giocabile nella Tournament Edition.
- Jax Briggs - Compagno di squadra di Sonya Blade. Fa parte delle Forze Speciali U.S.A. Sbloccabile.
- Johnny Cage - Star del cinema d'azione hollywoodiano. Assente nella versione GBA ma giocabile nella Tournament Edition.
- Kano - Membro del clan del Dragone Nero (nemico giurato di Sonya). Sbloccabile nella versione GBA ma assente nella Tournament Edition.
- Kitana - Principessa del regno di Edenia. Sbloccabile. Sbloccabile nella versione GBA ma assente nella Tournament Edition.
- Kung Lao - Monaco Shaolin e amico di Liu Kang, vuole vendicare la morte del suo compagno.
- Quan Chi - Ex-arcistregone di Shinnok, adesso si è alleato con Shang Tsung creando l'Alleanza Mortale. Sbloccabile nella versione GBA e giocabile nella Tournament Edition.
- Raiden - Dio del Tuono, protettore del regno della Terra. Sbloccabile. Assente nella versione GBA ma giocabile nella Tournament Edition.
- Reptile - Rettile umanoide adesso involuto, ha servito in passato dei, stregoni o imperatori oscuri e adesso è alla ricerca dei resti del suo popolo. Sbloccabile.
- Scorpion - Ninja morto e risorto, adesso cerca vendetta per la morte del suo clan causata da Quan Chi. Unico personaggio presente in tutte le versioni del gioco.
- Shang Tsung - Ex-stregone di Shao Kahn, ha stretto l'Alleanza Mortale con Quan Chi. Sbloccabile nella versione GBA e giocabile nella Tournament Edition.
- Sonya Blade - Tenente della Squadra delle Forze Speciali U.S.A. Compagna di squadra di Jax e Cyrax.
- Sub-Zero - Gran Maestro del nuovo clan dei Lin-Kuei, adesso votato al bene. Sbloccabile nella versione GBA ma assente nella Tournament Edition.

Per la prima volta nella storia della serie, non è presente Liu Kang come personaggio giocabile.

## Versioni Game Boy Advance
Esistono due versioni del gioco, sviluppate entrambe per Game Boy Advance:
- Nella prima, che porta lo stesso nome della versione per console, vi sono alcuni personaggi in meno, la kripta ha meno casse ed una sola valuta per le koins ed i personaggi non hanno armi in combattimento. Rimangono comunque le fatality, i due stili di combattimento e le mosse speciali. La grafica è notevolmente peggiorata.
- La seconda è Mortal Kombat: Tournament Edition. Sostanzialmente simile al predecessore, ma con qualche personaggio diverso ed in più la valuta rubino (quindi vi sono due valute rispetto alla versione originale per GBA). I combattimenti sono simili al predecessore, ma i personaggi hanno ora due Fatality e sono presenti tre personaggi (Noob Saibot, Sareena e Sektor) assenti anche nella versione per console. La Kripta è stata anche espansa con più tombe.

Nelle due versioni per Game Boy Advance i personaggi non hanno le armi, ma nel gioco esistono delle mosse dove i personaggi colpiscono con esse.